# Lido Vieri
Lido Vieri (Piombino, 16 de julho de 1939), é um ex-goleiro da Seleção Italiana de Futebol.

## Carreira como Jogador

### No Clube
Ele foi contratado aos 15 anos pelo Torino: ele era um dos meninos que o Torino visava para reconstruir a equipe ainda prostrada pela tragédia de Superga.
Aos 18 anos, em 1957, ele foi emprestado ao Vigevano, retornando para o Torino no ano seguinte e estreando na Serie A em 21 de setembro de 1958 em um jogo contra o Alessandria. Ele permaneceu no clube até 1969. Ele fez 357 jogos (275 no campeonato, 46 na Copa da Itália e 36 em competições europeias), ele é até hoje o quinto jogador que mais vestiu a camisa grená na história. Com o clube ele ganhou a Copa da Itália em 1968 e na temporada de 1962-1963, ele ganhou o prestigiado "Prêmio Combi" como melhor goleiro da Serie A.
No verão de 1969, ele foi vendido para a Inter de Milão, com a equipe ele ganhou a Serie A na temporada 1970-1971; na mesma temporada, ele manteve a sua meta inviolável por 685 minutos, estabelecendo um recorde para os "nerazzurri" (mais tarde ultrapassado por Ivano Bordon). Com o nerazzurri ele coleciona 199 jogos (140 na liga, 36 na Copa da Itália e 23 em competições europeias).
Ele deixou a Inter de Milão em 1976 para ir jogar no Pistoiese, na Serie C. Vieri contribuíu para a promoção da equipa para a Serie B na temporada 1976-1977 e a salvação na próxima temporada. No final da temporada 1979-1980, aos 41 anos, ele se aposentou para seguir carreira como treinador.

### Na Seleção
Com a Seleção Italiana, ele disputou 4 jogos, ele esteve no elenco que foi campeão da Eurocopa de 1968 e vice-campeão da Copa do Mundo de 1970.

## Como Treinador
O primeiro trabalho como treinador de Lido Vieri foi no seu último clube como jogador, Pistoia, depois ele trabalho em clubes como: Syracuse, Massese, Carrara e Juventus Stabia em etapas.
Ele então mudou-se para trabalhar como treinador de goleiros no Torino e ficou lá até 2005. Em alguma ocasiões, Vieri também exerceu a função de treinador interino, após demissões dos técnicos principais.
Na temporada 2005-2006, ele foi treinador dos goleiros de Pontassieve. Ele também trabalhou como instrutor na Escola de Futebol "Gabetto" em Turim e foi treinador de goleiros do Inter de Milão.
Em fevereiro de 2006, como personagem do passado e do presente de Turim, ele marchou no Estádio Olímpico na cerimônia de abertura dos XX Jogos Olímpicos de Inverno.

## Estilo de Jogo
Um goleiro de personalidade forte e corpo robusto, destacou-se por sua elegância, sem contudo renunciar à concretude: tinha uma predisposição marcante para bloquear a bola ou, alternativamente, para repeli-la para os lados, para evitar possíveis rebatidas e produzir em intervenção oportuna em alto rendimento.

## Títulos
Torino
- Coppa Italia: 1967-1968

Inter de Milão
- Serie A: 1970-1971

Pistoiese
- Serie C: 1976-1977

Seleção Italiana
- Eurocopa de 1968